# Physoconops rufipennis
Physoconops rufipennis är en tvåvingeart som först beskrevs av Macquart 1843.  Physoconops rufipennis ingår i släktet Physoconops och familjen stekelflugor. Inga underarter finns listade i Catalogue of Life.